# Nanchang Q-5
Nanchang Q-5 (кит. трад.強-5, пиньинь: Qiang-5, код НАТО: Fantan) — китайский штурмовик, представляющий собой глубокую модернизацию Shenyang J-6, китайской лицензионной копии МиГ-19.
Является первым боевым самолётом китайской разработки, строившийся серийно. Поставлялся на экспорт под обозначением А-5.

## История создания
НОАК очень высоко оценило МиГ-19, чья лицензионная копия J-6 производилась в Китае с 1958 года. В августе того же года на базе истребителя ВВС заказали штурмовик. Главным конструктором был назначен Лю Сяопень, впоследствии также разработавший истребитель J-12.
Первый прототип был завершён в 1960, однако проект из-за политической обстановки в стране был закрыт и открыт заново лишь в 1965 году. Первый полёт штурмовик совершил 4 июля 1965 года, в серию он пошёл начиная с 1970 года.

### Описание конструкции
Несмотря на то, что самолёт создан на базе истребителя МиГ-19, отличия от прототипа весьма значительны. Воздухозаборники были перемещены к бокам фюзеляжа для того, чтобы освободить в носу место для прицельной РЛС(которая считается недоведённой до сих пор). Добавлен внутренний бомбоотсек, число точек подвески увеличено до 6.

## Модификации

### Модификации для НОАК
- Q-5 — базовая версия с 6 точками подвески. Всего было построено около 100 Q-5[1].
- Q-5A — улучшенная версия. Самый массовый вариант. Установлены более мощные двигатели WP-6A. Количество точек подвески увеличилось до 10. Было построено более 600 штурмовиков этой модификации. Некоторые самолёты были модифицированы как носители тактического ядерного оружия[1].
- Q-5B — ударная противокорабельная версия для ВМС КНР. Представляет собой торпедоносец, вооружённый 2 торпедами Yu-2[5]. Первый полёт совершил в сентябре 1970 года. Оснащён более мощными двигателями WP-6A.
- Q-5D — улучшена авионика, установлены дисплей и навигационная система
- Q-5I — убран внутренний бомбоотсек. Практическая дальность увеличилась на 26%, боевой радиус — на 35%[1]. Также на 130 м сократились взлётная и посадочные дальности, улучшилась скороподъёмность и максимальная скорость.
- Q-5IA — установлен новый оптический стрелково-бомбардировочный прицел, две дополнительные подкрыльевые точки подвески для бомб калибром до 500 кг и топливные баки увеличенной ёмкости с системой заправки топливом под давлением.
- Q-5II — установлена усовершенствованная система оповещения о радиолокационном облучении
- Q-5III — получил западную авионику, катапультное кресло Martin-Baker Mk PKD10 и способность применять УРВВ AIM-9 Sidewinder[6] Поставлялся на экспорт под обозначением А-5С.
- Q-5E — способен использовать корректируемый по лазерному лучу бомбы LS-500J, получил систему навигацию на основе GPS[7]
- Q-5F — получил лазерно-телевизионную прицельную систему[7]
- Q-5J — двухместная учебно-боевая версия
- Q-5K Kong Yun — улучшенная двухместная учебно-боевая версия, оснащённая французской авионикой
- Q-5M — улучшенная двухместная учебно-боевая версия, оснащённая итальянской авионикой

### Экспортные модификации
- A-5 — экспортная версия для ВВС КНДР.
- A-5B — экспортная версия Q-5II, способная вести огонь французскими УРВВ Matra R550 Magic. Поставлялясь в Мьянму.
- A-5C — экспортная версия Q-5III, оснащённая западной авионикой и катапультным креслом фирмы Martin-Baker. Самолёт способен вести огонь УРВВ Matra R550 Magic и AIM-9 Sidewinder. Экспортировался в Бангладеш и Пакистан.
- A-5D — экспортная версия  Q-5IV, оснащённая западной авионикой и катапультным креслом фирмы Martin-Baker.
- A-5K — экспортная версия Q-5К, оснащённая французской авионикой и катапультным креслом фирмы Martin-Baker. Проект был закрыт в связи с событиями на площади Тяньаньмэнь в 1989 году.
- A-5M — экспортная версия Q-5М, оснащённая итальянской авионикой и катапультным креслом фирмы Martin-Baker. Проект был закрыт в связи с событиями на площади Тяньаньмэнь в 1989 году.

## Тактико-технические характеристики

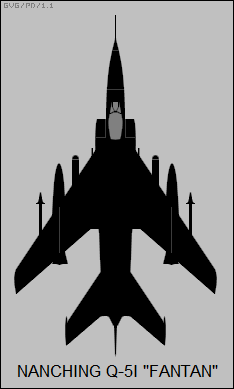
Силуэт Nanchang Q-5

Приведённые ниже характеристики соответствуют модификации Q-5D.
Источник данных: 

Технические характеристики
- Экипаж: 1 пилот
- Длина: 15,65 м
- Размах крыла: 9,84 м
- Высота: 4,33 м
- Площадь крыла: 27,95 м²
- Масса пустого: 6375 кг
- Нормальная взлётная масса: 9468 кг
- Максимальная взлётная масса: 11 830 кг
- Силовая установка: 2 × ТРДФ Liming Wopen-6А (копия РД-9БФ-811)
- Тяга: 2 × 29,42 кН (2 × 36,78 кН на форсаже)

Лётные характеристики
- Максимальная скорость: 1210 км/ч
- Крейсерская скорость: 910 км/ч
- Боевой радиус: 400 км
- Практическая дальность: 2000 км (при полной внутренней заправке)
- Практический потолок: 15 850 м
- Скороподъёмность: 103 м/с
- Тяговооружённость: 0,63

Вооружение
- Стрелково-пушечное: 2 × Type 23-2K (по 100 снарядов на пушку)
- Боевая нагрузка: 2000 кг
- Управляемые ракеты: класса «воздух-воздух» ближнего боя PL-2 или PL-5 или PL-7
- Неуправляемые ракеты: блоки 8 × 57-мм или 7 × 68 мм или 7 × 90мм или 4 × 130-мм
- Бомбы: 100/250/500-кг обычные и кассетные бомбы или Mk 82 или Snakeye или Durandal

## На вооружении

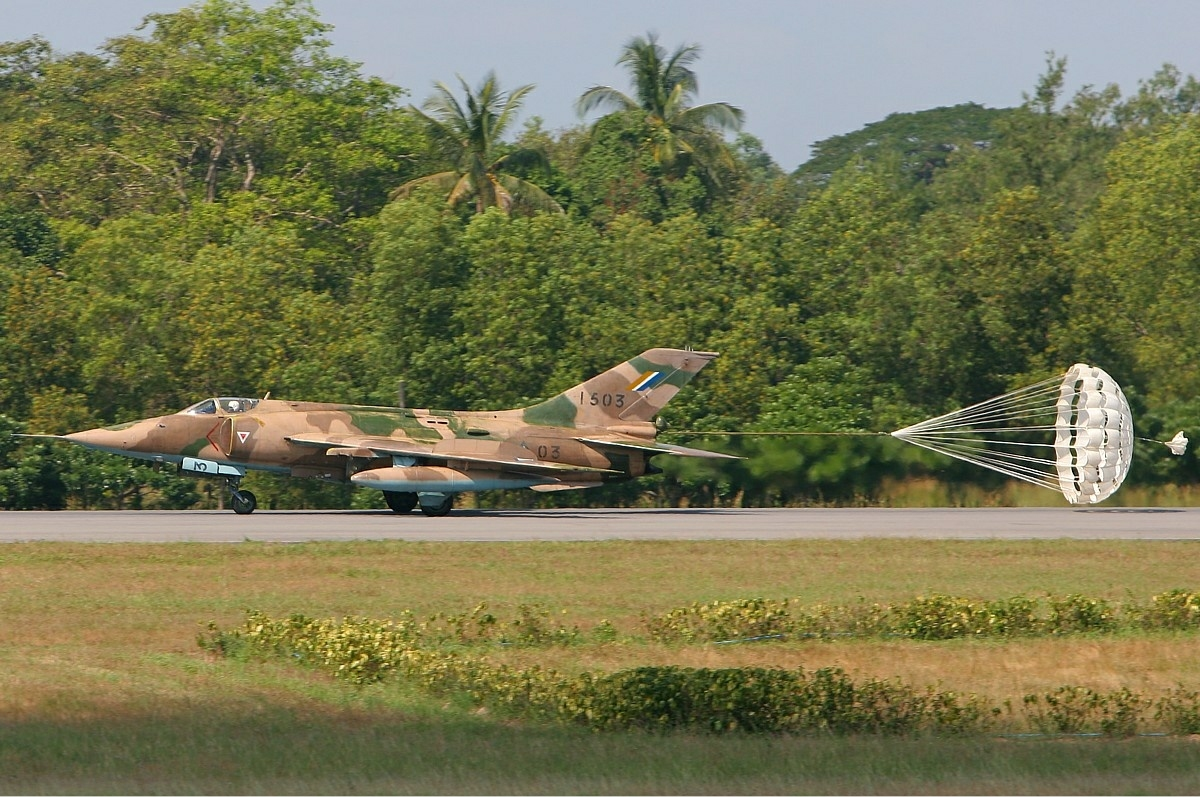
А-5С ВВС Мьянмы, 2005 год.

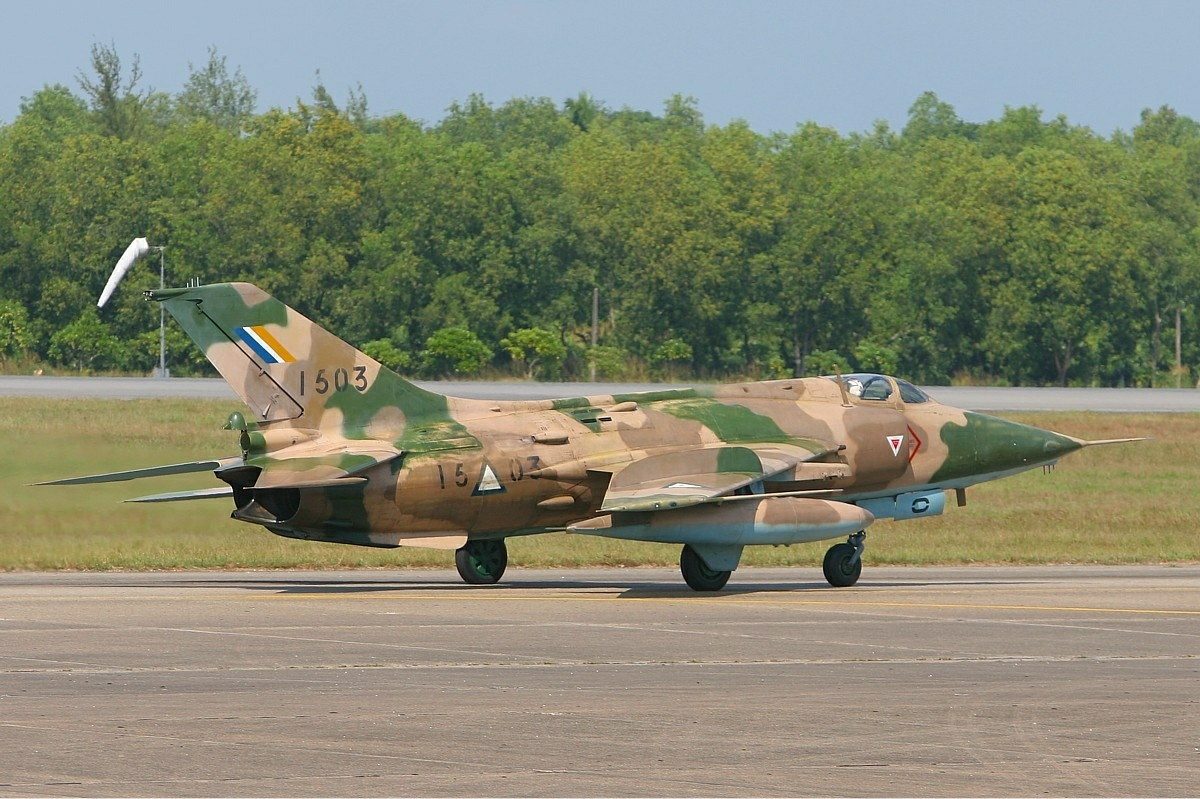
А-5С ВВС Мьянмы, 2005 год.

### Состоит на вооружении
Китай:
- ВВС КНР — 120 Q-5C/D/E, по состоянию на 2016 год[9]
- ВМС КНР — 40 Q-5, по состоянию на 2012 год[10]

 КНДР:
- ВВС КНДР — от 40 до 150 Q-5, по состоянию на 2012 год[11][12]

 Бангладеш:
- ВВС Бангладеш — 12 А-5С, по состоянию на 2012 год[13]

 Мьянма:
- ВВС Мьянмы — 48 А-5, по состоянию на 2012 год[14]

 Судан:
- ВВС Судана — 16 А-5, по состоянию на 2012 год[15]

### Состоял на вооружении
Пакистан:
- ВВС Пакистана — штурмовики A-5C стояли на вооружении с 1983 по 2011 год.